# Serrasalmus humeralis
Serrasalmus humeralis es una especie de pez de la familia Characidae en el orden de los Characiformes.

## Morfología
Los machos pueden llegar alcanzar los 20 cm de longitud total.

## Reproducción
Es ovíparo.

## Hábitat
Es un pez de agua dulce y de clima tropical.

## Distribución geográfica
Se encuentran en Sudamérica:  cuenca del río Amazonas.

## Observaciones
- A pesar de que posee una fuerte dentadura, no es una especie peligrosa para los humanos.